# Římskokatolická farnost Osová Bítýška
Římskokatolická farnost Osová Bítýška je územní společenství římských katolíků s farním kostelem svatého Jakuba Staršího v obci Osová Bítýška ve velkomeziříčském děkanství.

## Historie farnosti
První zprávy o obci pocházejí z roku 1264. První historické záznamy o faře a kostele jsou ze 13. století. V této době patřila farnost komendě řádu německých rytířů v Opavě, který ji osazoval svými řádovými kněžími. Roku 1788 byla obec Březí s okolními vesnicemi vyňata z farnosti a byla tam náboženským fondem zřízena fara samostatná.

## Duchovní správci
V letech 1956–1977 byl zde duchovním správcem R.D. Jaroslav Růžička, po něm v letech 1977–1990 nynější strahovský opat Michael Josef Pojezdný. Od září 2011 do července 2015 zde byl farářem Pavel Klouček. Od 1. srpna 2015 byl administrátorem R. D. Ing. arch. Jiří Jeniš, který byl od stejného data jmenován navíc vedoucím Diecézního centra života mládeže v Osové Bítýšce.  Ten byl k 1. srpnu 2017 jmenován farářem.  Od 1. srpna 2023 je administrátorem farnosti R. D. Jan Pavlíček.

## Bohoslužby
| Kostel                  | Místo         | Bohoslužba (den)    | Hodina                            | Poznámka     |
| ----------------------- | ------------- | ------------------- | --------------------------------- | ------------ |
| svatého Jakuba Staršího | Osová Bítýška | neděle středa pátek | 9.30 17.00 mše sv. pro děti 18.00 | farní kostel |
| svatého Antonína        | Ronov         | neděle čtvrtek      | 11.00 8.00                        | kaple        |

## Aktivity ve farnosti
Budova fary je od roku 2004 sídlem Diecézního centra života mládeže MAMRE, které zde pořádá řadu akcí primárně pro mladé lidi z brněnské diecéze.  
Dnem vzájemných modliteb farností za bohoslovce a bohoslovců za farnosti brněnské diecéze je 3. květen. Adorační den připadá na 24. května.
Každoročně se ve farnosti koná tříkrálová sbírka, farní den, farní tábor, živý betlém a další akce.